# Pelagial (Album)
Pelagial ist das sechste Studioalbum der deutschen Post-Metal-Band The Ocean. Es erschien am 26. April 2013 über Metal Blade Records. Es ist ein Konzeptalbum über die pelagialen Schichten der Ozeane und brachte der Band die erste Chartplatzierung.

## Entstehung und Konzept

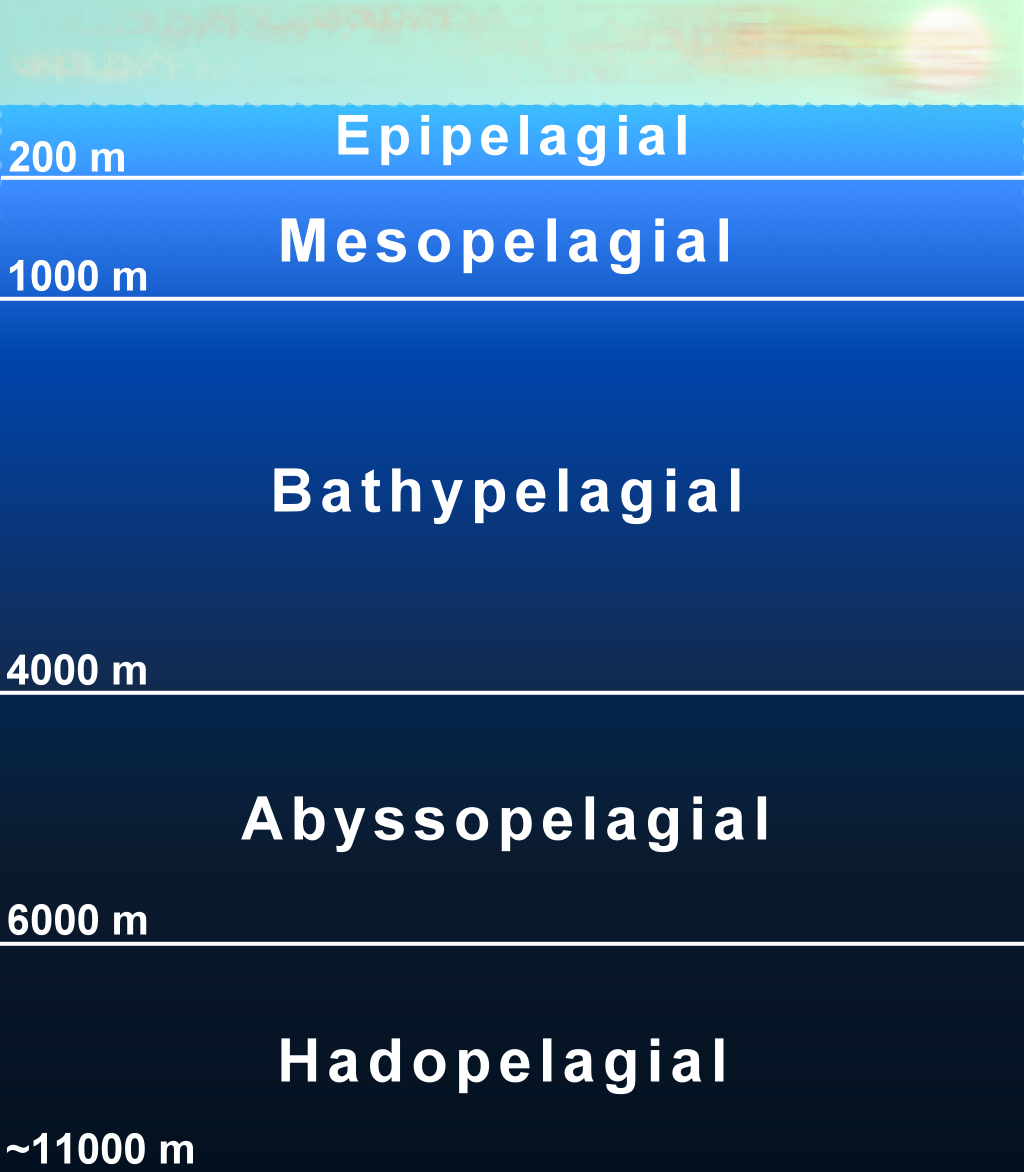
Die Tiefenzonen des marinen Pelagials, verschiedene Maßstäbe

Bereits seit Ende 2008 trug der Gitarrist und Songwriter Robin Staps die Idee eines Konzeptalbums über die pelagialen Schichten mit sich herum. In einem Interview erklärte Staps, dass er lange Zeit nicht wusste, wie er die Idee umsetzen sollte. Schließlich schrieb Staps ein über 50 Minuten langes Lied über eine Reise vom Meeresspiegel zum Meeresboden. Diese Reise wollte Staps in möglichst vielen Facetten gestalten. Am Anfang des Albums – an der Meeresoberfläche – klingt das Album hell und leichtfüßig, während die Musik am Ende des Albums düster, bedrückend und brachial ausfällt. 
Während Staps das Album im Sommer 2011 schrieb, stellte er fest, dass der stufenlose Verlauf dem Album nicht gut tun würde. Gegenüber dem Metal Hammer erklärte Staps, dass er nicht einfach über 54 Minuten das Tempo permanent nach unten drosseln konnte, da vieles einfach zu vorhersehbar geworden wäre. Neben der Musik wurden noch Samples aus U-Boot-Filmen wie Das Boot verwendet, um dem Album eine klaustrophobische Atmosphäre zu geben. Ursprünglich war Pelagial als reines Instrumentalalbum geplant, da laut Staps Gesang aus musikalischen und konzeptuellen Gründen nicht zum Album passen würde. Sänger Loïc Rossetti konnte krankheitsbedingt zunächst nicht mitwirken. 
Aufgenommen wurde Pelagial im Jahre 2012 in dem Tonstudio Bikini Test im schweizerischen La Chaux-de-Fonds. Dabei wurden die einzelnen Instrumente nacheinander aufgenommen, zunächst das Schlagzeug, danach die Gitarren und der Bass. Während der Arbeiten im Studio kamen die Musiker zu dem Entschluss, dass Loïc Rossetti auf dem Album mitwirken musste. Da er schneller als gedacht gesundete, wurden noch Texte geschrieben und von Rosetti eingesungen. Produziert wurde das Album von Robin Staps. Das abmischen und mastern wurde von Jens Bogren übernommen. Dabei wurde das gesamte Album am Stück abgemischt, was laut Staps eine „irrsinnige Idee war“.
Schließlich wurde das Album noch auf elf Titel unterteilt. Hauptgrund war laut Staps, dass der Hörer einzelne Teile des Albums anwählen kann, ohne lange spulen zu müssen. Scherzhaft fügte er hinzu, dass die Band von iTunes weniger Geld erhalten würde, wenn das Album weniger als elf Titel hätte. Pelagial erschien schließlich als Doppelalbum mit und ohne Gesang.

## Titelliste
| 1. Epipelagic – 1:12 2. Mesopelagic: Into the Uncanny – 5:56 3. Bathyalpelagic I: Impasses – 4:24 4. Bathyalpelagic II: The Wish in Dreams – 3:18 5. Bathyalpelagic III: Disequilibrated – 4:27 6. Abyssopelagic I: Boundless Vasts – 3:27 | 1. Abyssopelagic II: Signals of Anxiety – 5:05 2. Hadopelagic I: Omen of the Deep – 1:07 3. Hadopelagic II: Let Them Believe – 9:17 4. Demersal: Cognitive Dissonance – 9:05 5. Benthic: The Origin of Our Wishes – 5:55 |

## Rezeption
Anton Kostudis vom Onlinemagazin Metal.de gab dem Album mit zehn von zehn Punkten die Höchstwertung, da The Ocean „ein weiteres Mal beweisen, dass sie zu den ganz großen Visionären der Metal-Szene zählen“ und Pelagial „53 Minuten herausragend dargereichte Musik“ ist. Für Ronny Bittner vom deutschen Magazin Rock Hard hat die Band „das Konzept mehr als ansprechend umgesetzt“ und bietet mit Pelagial „ein wirklich tolles Stück Prog-Kopfkino“. Allerdings kritisierte er den Gesang, der „gelegentlich störend wirkt“, wofür Bittner 8.5 von zehn Punkten vergab. Laut Tom Küppers vom deutschen Magazin Metal Hammer zeigen The Ocean über die komplette Albumlänge das seltene Kunststück songdienlich angewandter Komplexität. Er bewertete das Album mit fünf von sieben Punkten. Die Visions-Redakteure wählten das Album mit durchschnittlich 7,9 von 12 möglichen Punkten zum Album des Monats Mai 2013.
Pelagial schaffte als erstes Album der Bandgeschichte den Sprung in die Charts und erreichte Platz 68 der deutschen Albumcharts. Bei den Loudwire Music Awards 2013 wurde Pelagial in der Kategorie Best Metal Album nominiert, der Preis ging jedoch an Bring Me the Horizon für das Album Sempiternal.